# Johannes Knagge
Johannes Knagge (* 15. Juli 1807 in Wildeshausen; † 30. März 1893 ebenda) war ein deutscher Kaufmann und Erbauer des Baudenkmals Villa Knagge in Wildeshausen.

## Abstammung
Johannes Joseph Lambert Knagge wurde am 15. Juli 1807 in Wildeshausen als Sohn des Johan Joseph Knagge und der Maria Catharina Braeckel geboren. Seine Schwester Anna Maria Knagge erblickte am 4. November 1811 ebenfalls in Wildeshausen das Licht der Welt. Sie war verheiratet mit dem Geometer (Vermesser) Christian Schmitz.
Die Familie Knagge stammte ursprünglich aus Garthe bei Emstek im Landkreis Vechta Johann Knagge (* in Garthe um 1610, † in Garthe 3. Mai 1657) war Bauer auf dem Hof Wilcke-Knagge in Garthe. Sein Vater Johann Heinrich Knagge (* in Garthe (?) um 1640, † in Garthe am 30. März 1705), Pferdekötter zu Garthe, besaß 1676 bereits die Hälfte des späteren Knagge-Erbhofes. Es folgten danach noch 2 weitere Generationen Knagge, die als Bauer und Besitzer des Knagge-Erbhofes zu·Garthe bezeichnet wurden. Johann Joseph Knagge (* in Garthe am 15. Januar 1749, † in Wildeshausen am 17. August 1814) ging vom Hofe ab und wurde Gastwirt und Posthalter in Wildeshausen, betrieb die Personen- und Postgutbeförderung auf der Strecke Amsterdam-Bremen, hielt für seine Fahrposten 24 Pferde, er war 3-mal verheiratet, zuletzt mit Maria Catharina Theodora Gertrud Braekel (* in Haselünne am 1. Mai 1776, † in Wildeshausen am 31. Dezember 1847). Knagge hatte die zweitgrößte Schenke und Herberge in Wildeshausen, den Gasthof zum „Goldenen Engel“, die neben der Apotheke auf dem Platze der jetzigen Bahnhofsstraße lag. Das Geburtshaus stand am Markt und wurde im Jahre 1896 abgebrochen, um das Grundstück als Terrain für die Bahnhofstraße zu benutzen. Die damaligen Stadtväter hatten nach Auffassung des Sohnes August Knagge keinen Begriff für Heimatkunde. Das Haus sei nämlich der Typus eines spätmittelalterlichen Gasthofes gewesen, das kurz nach dem Dreißigjährigen Kriege gebaut wurde und der besonders in der napoleonischen Zeit viele hohe Persönlichkeiten beherbergte.

## Beruflicher Lebensweg

### Ausbildung
Lambert Knagge war noch ein kleiner Junge, als sein Vater 1814 starb; seine Mutter heiratete dann einen gewissen Franz Heinrich Brokhage, der den Stiefsohn wegen seines freundlichen, aufgeschlossenen Wesens sehr liebte und ihn nach der Absolvierung der Volksschule in Wildeshausen auf die Rektoratsschule in Quakenbrück sandte, wo er etwa eine Bildung wie in unserer Zeit nach der Realschule erlangte.
Lambert Knagge absolvierte zunächst eine Kolonialwarenlehre in Bremen bei August Meyer in Bremen, einem damals sehr angesehenen Importhaus von Kolonialwaren, wo er drei Jahre verblieb.

### Tätigkeit in Amsterdam und Utrecht
Von einer befreundeten Firma erhielt Knagge Empfehlungsbriefe an die Firma Bahlmann in Amsterdam.
Knagge machte die Reise dahin auf einem Frachtwagen, der Strümpfe nach Holland brachte, die Schafhirten aus der Umgebung von Wildeshausen gestrickt hatten. In Amsterdam ging er gleich zu Bahlmann; dieser empfing ihn sehr freundlich, bedauerte aber, augenblicklich keinen Platz für ihn zu haben; er empfahl ihn an einen Geschäftsfreund in Katwyk an Zee. Dort blieb er ein halbes Jahr. Dann nahm ihn Bahlmann in sein Geschäft au, wo Knagge bald zu seinem ersten Buchhalter und später zum Prokuristen bestellt wurde. Da er mit großem Eifer die Sprachen, besonders Englisch und Französisch, studierte, wurde er verschiedentlich zu Einkaufsreisen nach Paris und London geschickt.
Knagge wurde dann von einem Herrn Zellweger, Geschäftsmann aus der Schweiz, angesprochen, dessen Firma Spitzen, Stickereien und leichte Tüllwaren herstellte und große Mengen dieser Waren an einige Amsterdamer Firmen verkaufte, die dieselben nach Java mit großem Verdienst weitergaben. Der Schweizer suchte nun einen Agenten in Java. Bahlmann empfahl ihm Knagge, der sofort bereit war.

### Tätigkeit in Java
Nun entwickelte sich alles rasch, und drei Monate später schiffte sich Knagge 1836 auf einem Segelschiff von etwa 500 Tonnen (Dampfer nach Java gab es noch nicht) nach Batavia (jetzt Jakarta) ein. Über die Reise hat Knagge in einem ausführlichen Brief seiner Mutter berichtet.

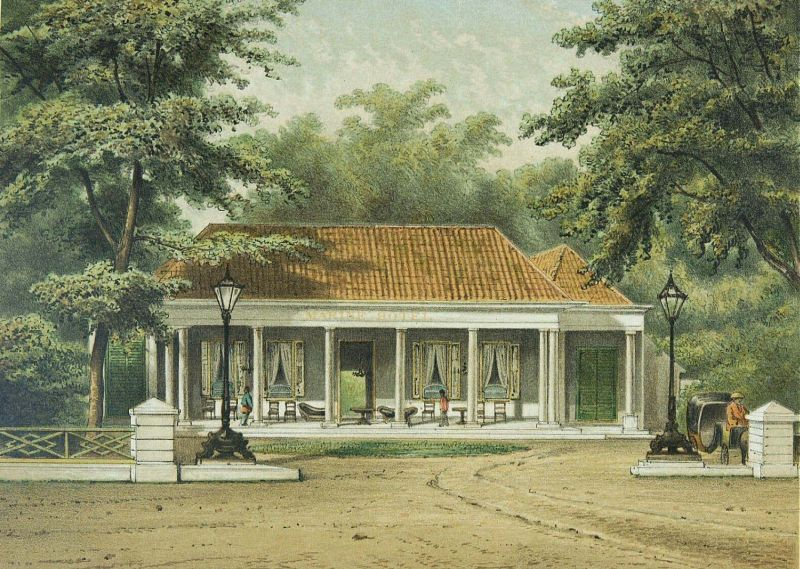
Marine Hotel in Batavia

Zunächst wohnte Knagge in Batavia im Marine Hotel.
Schon in den ersten Tagen nach der Ankunft in Batavia bemerkte Knagge, dass eine große Import-Firma, Moormann & Co., in dem Import europäischer Manufakturwaren fast den ganzen Markt beherrschte. Inhaber der Firma war Eduard Moormann aus Münster. Ihm waren aber jetzt durch die Tätigkeit von Knagge der Umsatz durch die Schweizer Waren, die sehr beliebt waren, verloren gegangen. Knagge reizte, dieser Firma eine besondere Konkurrenz zu machen, was umso leichter war, da die enorme Preiserhöhung durch den Zwischenhandel fortfiel. Knagges Auftreten für Zellweger rief geradezu eine Revolution auf dem dortigen Markte hervor. Auch mit seinen englischen und französischen Waren konnte Moormann nicht mehr konkurrieren. Moormann machte Knagge den Vorschlag, als Teilhaber in seine Firma einzutreten. Knagge willigte ein, natürlich mit dem Vorbehalt, dass Zellweger seine Zustimmung gebe, und mit einer weiteren Bedingung, dass er zusammen mit Moormann unter der Firma Knagge & Co. in Semarang im Osten der Insel Java eine weitere Firma gründete, in der Knagge bei halbem Gewinn in seinen Handlungen allein maßgebend sein solle. Der Platz Batavia, im Westen Javas gelegen, erforderte nämlich nicht die Anwesenheit zweier tätiger Chefs.
Diese Gründung geschah nach einigen Jahren und brachte nicht allein den gleichen Erfolg wie in Batavia, sondern dehnte sich auch auf die großen Städte Surabaya, Surakarta und Djodjokarta aus.
Knagge wurde sofort einer der angesehensten und populärsten Kaufleute im Lande. Hierzu trugen in erster Linie seine Sprachkenntnisse bei. Hatte er schon in Holland begonnen, Malaiisch zu lernen, welche Sprache er durch das Studium auf der langen Seefahrt bei seiner Ankunft in Batavia beherrschte, so warf er sich dann ganz mit seinem unbändigen Fleiße auf das Studium der drei (resp. fünf) javanischen Sprachen, die er bei seiner Ankunft in Samarang fast wie ein Eingeborener sprach. Dies war noch nie dagewesen, und er wurde fast wie ein gelehrtes Wundertier angesehen. Dazu trat er nicht wie ein bescheidener Anfänger auf, sondern er baute zuerst außer dem städtischen Handelsbüro gleich ein paar Kilometer von der Stadt einen herrschaftlichen Bungalow mit großen Gartenanlagen und vielen Bediensteten.
Nun verflossen mehrere Jahre, in denen das Geschäft glänzend florierte und Knagge ein großes Vermögen erwarb. Er verdiente doch nicht allein an den europäischen Waren, sondern auch an den Landesprodukten, welche er in natura nach Holland als Rücksendung (Rimessen) sandte und die im Osten Javas billiger waren als in Batavia, wo die Nachfrage diese Waren verteuerte.
Während seiner Zeit in Java war er auch Farmer, Wollhändler und Schafzüchter. Er betrieb auch eigene Zuckerplantagen.

### Heirat mit Pamina Lapia Bodjenogoro 1847
Semarang (alte Schreibweise: Samarang) ist eine bedeutende Hafenstadt in Indonesien an der Nordküste Javas mit jetzt 1.289.500 Einwohnern. Sie ist die Hauptstadt der Provinz Jawa Tengah an der Mündung des Flusses Semarang.
Besonders beehrte ihn der dortige Radja mit seiner Freundschaft, und er gab zum Zeichen seiner treuen Verbundenheit eine seiner Töchter zur Frau. Die Tochter Pamina Lapia Bodjenogoro wurde etwa 1810 geboren. Diese scheint sehr schön und intelligent gewesen zu sein. Knagge liebte sie sehr, und sie war auch ihm eine liebevolle Gattin. Nun war Knagge durch seine Heirat ein vollständig angesehenes Mitglied der fürstlichen Familie. Nach kaum einjähriger Ehe starb seine Frau aber am 11. September 1848 zur großen Trauer des Ehemannes im ersten Wochenbette. Die Tochter aus dieser Ehe war Josephina Louisa Knagge (* 11. September 1848 in Java Indonesien; † 12. April 1881 in Wildeshausen). Gewöhnlich wurde sie Phina gerufen.

### Krankheit und Rückkehr nach Wildeshausen
Mitten in diesen Erfolgen traf Knagge ein schwerer Schlag: Er fing an zu kränkeln, und die Ärzte versicherten ihm, dass die Krankheit in einigen Monaten tödlich enden würde, wenn er nicht sofort Java verließe, um längere Zeit im europäischen Klima zu wohnen. Er reist sofort mit einem Schiff, das gerade fahrbereit war, ab, überließ die Sorge für das Geschäft und seine übrigen Angelegenheiten seinen Angestelltes, packte das Notwendigste zusammen und fuhr mit Phina und deren Babu (Kindermädchen) nach Europa. Die Reise war wiederum sehr stürmisch, aber sobald das Kap der Guten Hoffnung umfahren war, besserte sich sein Zustand auffällig, und als er bis vor die Straße von Calais kam, war er wieder ganz gesund. Hier aber herrschte dicker Nebel, in welchem das Schiff von einem großen amerikanischen Segler angefahren wurde und schweren Schaden erlitt. Die Pumpen konnten aber das eindringende Wasser bewältigen, und hernach trat auch plötzlich ganz klares Wetter ein. Deshalb wurde beschlossen, das Leck nach Möglichkeit zu dichten und weiterzufahren, da man glaubte, bei dem schönen Wetter ohne Hilfe Amsterdam erreichen zu können. Plötzlich kam ein französischer Lotse in Sicht. Knagge ließ ihn anrufen, band das Kind auf den Rücken der Babu und verließ das Schiff, um einige Stunden später in Boulogne-sur-Mer zu landen und mit der Eisenbahn nach Amsterdam zu fahren. Hier erreichte ihn die Nachricht, dass sein Schiff in einem Sturm in der Zuidersee gesunken sei, aber ohne Verlust an Menschenleben.
Nun erledigte Knagge in Amsterdam schwebende Geschäftsangelegenheiten und fuhr dann mit Kind und Babu nach Wildeshausen, wo er zunächst bei seiner mit dem Geometer Christian Schmitz verheirateten Schwester Luise Wohnung wohnte.
Seine geschäftlichen Unternehmungen in Java mussten aber geregelt werden und erforderten seine Anwesenheit. Er wollte die kleine Phina aber den Beschwerden der Reise aber nicht wieder aussetzen und wollte sie auch im Falle seines Todes abgesichert haben.

### Errichtung der Villa Knagge 1851

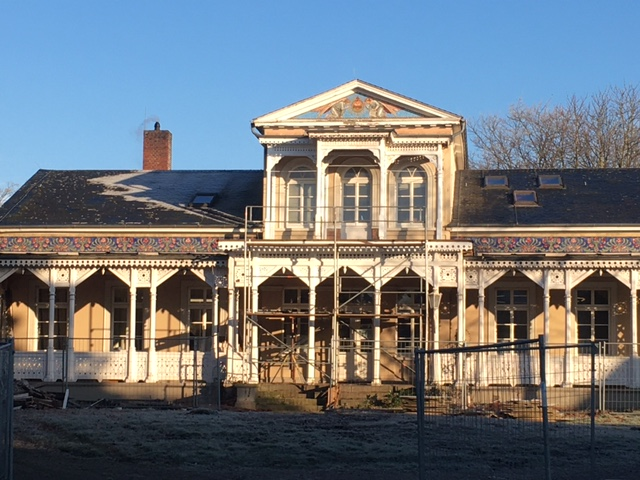
Villa Knagge 2022 während der Sanierung

Er kaufte deshalb vor den Toren Wildeshausens ein Grundstück von etwa 10 Morgen, um dasselbe in einen großen Garten umzuwandeln und dahinein eine schöne Villa zu bauen, die im Falle seines Todes Phina ein Heim werden sollte. Als das Haus soweit fertig war, dass es bezogen werden konnte, möblierte er einige Zimmer und engagierte zur Pflege Phinas eine Gouvernante, die auf Knagge anfangs auch den besten Eindruck machte. Sie hatte auch den Haushalt zu führen. Die Oberaufsicht sollte sein Schwager Schmitz haben, dessen vier Kinder, drei Mädchen und ein Knabe, auch mit im Hause wohnten sowie beköstigt und unterrichtet wurden. So hatte Phina auch ältere Spielkameraden.

### Weitere Tätigkeit in Amsterdam und Java
Knagge ist am 29. März 1852 wieder in Amsterdam wohnhaft gewesen und wurde am 15. April 1854 holländischer Staatsbürger. Dort erledigte er schwebende Geschäftsangelegenheiten.
Dann reiste Knagge nach Java ab und hatte eine sehr gute Überfahrt. Er brauchte noch etwa ein Jahr, um alle seine Angelegenheiten daselbst abzuwickeln.
Während seiner Abwesenheit von Wildeshausen von war die Gouvernante fast jeden Tag angetrunken und der Schwager Schmitz entließ sie. Statt ihrer engagierte Schmitz eine andere Gouvernante, namens Antonie Landgräber. Sie entstammte einer angesehenen Familie in Münster in Westfalen. Da ihr Vater aber durch unglückliche Umstände sein Vermögen verloren hatte, wollte sie den Eltern nicht mehr zur Last fallen. So nahm sie zuerst eine Stelle als Erzieherin in der Familie eines englischen Geistlichen, der die englische Kolonie in Brüssel pastorierte, an, wobei sie also Gelegenheit hatte, sich im Englischen und Französischen zu vervollkommnen. Da der Pastor keine Gelegenheit zu religiösen Disputationen vorbeigehen ließ, sah sich Antonie Landgräber aus Gewissenspflicht genötigt, diese sonst angenehme Stellung nach gut einem Jahr aufzugeben. Sie erlangte dann einen Platz als Erzieherin von fünf Kindern des Freiherrn von Ascheberg bei Meppen an der Ems, wo sie fünf Jahre verblieb, bis diese Kinder höhere Schulen besuchen sollten. Hierauf engagierte Schmitz Antonie Landgräber, die sich als tüchtige Hausfrau und begabte Lehrerin auszeichnete, so dass Phina und die vier Kinder Schmitz bestens versorgt waren. Schmitz sandte an Knagge stets ausgezeichnete Nachrichten.
Als Knagge seine Angelegenheiten in Java erledigt hatte und durch keine weiteren Pflichten in Java in Anspruch genommen war, wollte er seine Rückkehr nach Europa so lehrreich und genussreich gestalten wie nur möglich. Daher wählte er diesmal die sogenannte Überlandreise. Er fuhr von Java über Ceylon nach Bombay, wo er ein paar Wochen verblieb und sodann ein Dampfschiff nach Suez nahm. Da der Suezkanal noch nicht eröffnet war, bereiste er dann Unterägypten sehr eingehend und fuhr dann mit einem Dampfer von Alexandrien nach Triest.
Hier fand er wieder die besten Nachrichten aus Wildeshausen, so dass er sich die Erfüllung eines längst gehegten Wunsches, nämlich das schöne Italien kennenzulernen, gestatten konnte. Der Aufenthalt daselbst nahm wieder ein paar Monate in Anspruch.
Nun hatte Knagge aber Sehnsucht nach seiner Tochter und beauftragte Antonie Landgräber, ihm nach Genf entgegenzureisen, da er auch noch die Schweiz und Deutschland kennenlernen wollte. Dieser Plan kam zur Ausführung, wobei Knagge zuerst den noch lebenden alten Herrn Zellweger in St. Gallen besuchte. Dann ging diese Reise über Innsbruck, München, Nürnberg, Frankfurt, Köln der Heimat zu.

### Hochzeit mit Antonie Landgräber
Bei der Reise hatte Knagges sich in Antonie Landgräber verliebt und sie schätzengelernt. Er bot ihr, in Wildeshausen angekommen, seine Hand zum weiteren Lebensbunde, und bald wurde auch die Hochzeit vollzogen.

### Berufliche Tätigkeit in Deutschland

#### Übersiedlung nach Wiesbaden
Es zeigte sich aber schon im ersten Winter, dass das nordische Klima für Knagge zu kalt war. Deshalb wählten die Eheleute Knagge Wiesbaden zum Wohnsitz aus, während sie im Sommer einige Monate in Wildeshausen lebten.

#### Beteiligung an einer Gasfabrik in Bad Cannstatt
Er assoziierte sich nach Angaben von August Knagge zuerst mit einem Ingenieur, namens Hein(e)ken, mit welchem er in Cannstatt bei Stuttgart eine Gasfabrik baute, welche aber kontraktgemäß nach einigen Jahren an die Stadt überging. Einzelheiten sind im Internet kaum zu finden. Dort heißt es, dass der „Partikular“ Heineken aus einem Konkurs die 1852 errichtete Gasfabrik erworben hatte, aber nach 12 Jahren resignierte und die Fabrik an eine Stuttgarter Gesellschaft übergab, die eine neue gutgehende Gasfabrik errichtete, die 1887 an die Stadt veräußert wurde.

#### Gesellschafter der „Constania“ AG
In einem Artikel in der Zeitschrift Berggeist aus dem Jahre 1857 wird geschildert, dass damals beabsichtigt war, in Dillenburg eine Aktiengesellschaft mit dem Namen „Constania“ zur Ausbeutung von 34 Kupfererzgruben zu gründen. Der namentlich unbekannte Autor schilderte, dass ihm von den Begründern der Gesellschaft nur zwei persönlich bekannt seien, nämlich der in Dillenburg wohnende Hofgerichtsprocurator Thoenges, ein Mann der mit ausgedehnter juristischen Praxis eine gründliche Kenntnis der hiesigen montanistischen und Personal-Verhältnisse verbinde und Herr Friedrich Cazin aus Münster. Für das erste Betriebsjahr werde aus der Erzförderung eine Dividende von 7 1/5 % berechnet, die sich nach und nach auf 27 9/10 % steigern würde. Der Preis für das Garkupfer sei nur zu 38 Thlr. berechnet, während er effectiv 41 Thlr. sei. In Heft Nr. 16 hatte der Autor schon positiv einen Herrn F.C. (Friedrich Cazin)erwähnt, der mit den Vorarbeiten der Gesellschaft tätig war. Ihm wurde bescheinigt, dass die Vorbereitungen den Charakter solider, gründlicher Vorsicht an sich trügen.
Der „Rentner“ Knagge beurkundete im Jahre 1862 vor einem Notar in Münster einen Gesellschaftsvertrag zur Gründung der „Actiengesellschaft Constantia für Kupferbergbau und Hüttenbetrieb zu Dillenburg im Herzogtum Nassau“ als Gesellschafter. Er beteiligte sich am Kapital von 400 Aktien mit 48 Aktien. Mitgesellschafter von insgesamt 16 Gesellschaftern waren „der Rentner Karhaus“ und der oben genannte Druckereibesitzer Cazin.
Ob die Gesellschaft später eine wirtschaftliche Tätigkeit aufgenommen hat, kann nicht festgestellt werden. Es heißt zwar, dass die Tiefbauversuche zur Förderung von Kupfer „in neuerer Zeit“ durch die Gesellschaft Constanta wieder aufgenommen seien, jedoch nach einiger Zeit aber wieder aufgegeben wurden. Aus der Gründungsgeschichte der Gesellschaft ist aber zu entnehmen, dass Knagge sich schon seit etwa 1857 bemüht hatte, sein Geld in Unternehmen anzulegen. Ob und ggf. wie viel Geld er verloren hat, ist nicht festzustellen.

#### Gesellschafter am Marmorwerk in Allagen a. d. Möhne (1863–1873)
Knagge wohnte jedenfalls von 1861 bis 1865 in Wiesbaden., aus der sich die Gründung der Gesellschaft Prang & Cie. in St. Mauritz (bei Münster) ergibt, sowie einer Bekanntmachung des Königlichen Oberbergamtes Bonn vom 28. März 1866, in der es heißt, dass den Mitgliedern der Fa. Prang & Comp. zu St. Mauritz, nämlich: Rentner Joh. Ferd. Jos. Karthaus zu St. Mauritz, Bildhauer Joh. Baptist Prang zu Allagen und Rentner Joh. Lambert Jos. Knagge zu Wiesbaden als Eigentümer des Marmor-Bergwerks „Helene“ das Bergwerkseigentum ….verliehen wurde.
Knagge kam etwa 1863 in geschäftlichen Kontakt zu dem Bildhauer und Architekten Jean Baptist Prang. Prang war am 24. August 1820 in Köln, geboren war, wohnte aber danach in Münster. Er hatte nach längerem Studium in den in der Marmorgewinnung und Verarbeitung fortschrittlichen Ländern Frankreich und Belgien schon im Jahre 1857 in der Nähe des Dorfes Alme bei Brilon Marmor gebrochen und die Blöcke mit Hilfe einer kleinen, vom Grafen Bochholtz-Meschede gepachteten Wasserkraft, in ziemlich primitiver Weise in Platten zersägt und zu Marmorgegenständen verarbeitet. Sein Unternehmen krankte aber an der zu geringen zur Verfügung stehenden Wasserkraft; die nächste Bahnstation, Paderborn, war zudem 18 km entfernt.
Im Jahre 1863 erwarb Prang unter der Firma Prang & Cie. mit finanzieller Hilfe „zweier in Niederländisch Indien zu Wohlstand gekommenen Kaufleute, Johann Joseph Lambert Knagge und Johannes Ferdinand Josephus Karthaus aus Münster“, die Teilhaber der offenen Handelsgesellschaft Prang & Cie. wurden, das Haus und die gesamten Anlagen des vormaligen Röper-Werkes in Allagen im Möhnetal im Sauerland und stellte das Viktoriawerk und das Leitwerk auf Marmorverarbeitung um. Die Gesellschaft Prang & Cie. hat 10 Jahre in Allagen lang bestanden. Sie hat sich auf den Weltausstellungen in London 1862 eine lobende Anerkennung und in Paris 1867 eine silberne Medaille geholt.
Knagge beteiligte sich zuerst nur finanziell an einem Marmorwerk in Allagen a. d. Möhne in Westfalen, das dadurch einen bedeutenden Aufschwung nahm, wobei es sich zeigte, dass der geschäftsführende Teilhaber Prantz nicht sehr zuverlässig war und auch nicht den vermehrten Ansprüchen des Werkes gewachsen war. Somit blieb Knagge nichts anderes übrig, als persönlich in die Geschäftsführung einzugreifen und längere Zeit in Allagen zu wohnen. Um aber näher bei der Familie zu sein, zog sie im Jahre 1867 von Wiesbaden nach Soest in Westfalen. Nach Angaben seines Sohnes August wurden wegen der zunehmenden Differenzen mit Prang im Frühjahr 1870 die Werksanteile günstig verkauft, und die Familie Knagge zog zurück nach Wildeshausen. Da aber Knagge zwei Jahre lang ein gewisser Anteil an dem Gewinn aus dem Werke garantiert worden war, war er bis zum Jahre 1872 manchmal genötigt, in Allagen in der Geschäftsführung tätig zu sein.
Berliner Emmissäre kauften 1872 das Unternehmen zu sehr günstigen Bedingungen auf und wandelten es in eine Aktiengesellschaft, „Westfälischen Marmor Werke“ um. Dieses Unternehmen wurde die schon im Jahre 1877 wieder aufgelöst.
Prang verstarb nach schwerer Krankheit am 1. November 1875 in Düsseldorf im Alter von nur 55 Jahren. Er hatte zuvor am 8. November 1873 seinen Wohnsitz von Allagen nach Düsseldorf verlegt.
Die Aktie wird zurzeit im Internet zu einem Preis von 1.000,00 Euro (antiquarisch) angeboten. Es heißt dort:

„Die frühere AG war eine typische Schöpfung der Gründerzeit: “Vorgekauft von Hermann Geber, im März 1872 den unglücklichen Actionären mit einem riesigen Aufschlag für nicht weniger denn 625.000 Thaler überwiesen; während der Prospect diesen Preis einen “beispiellos billigen” nannte, herbeigeführt durch “eine eigenartige Verkettung von Umständen”: “Einer der bisherigen Besitzer, der Chef der Firma, hat nämlich seinen Wohnsitz in Java”, weshalb er ausscheiden wollte. Die edlen Gründer waren: Isidor Platho, Eduard Bercht, R.A. Seelig und Eduard Stahlschmidt in Berlin, Johann Baptist Prang in Allagen, Gustav Siegel in Magdeburg, Bernhard Hüffer in Leipzig.” Im Aufsichtsrat waren Baumeister, Architekten, Bildhauer. “Es war dies also eine artistisch-philologische Gründung, die Künstler und Gelehrte dem Publikum darboten. Doch um so trauriger gestaltete sich das Resultat: die 725.000 Thaler Actien gaben nie eine Heller Dividende, und der Cours schwankte zwischen 1 und 0.”“

Die Tradition der Steinveredelung im Orte Allagen hat heute aber weiterhin Bestand. Der Unternehmer Georg Dassel hatte 1886 das Werk erworben. Die Fortführung erfolgte durch dessen Söhne und Enkel und heute durch die Nachfolgeeinrichtung Dassel Naturstein GmbH.

## Familie

### Ehe mit Pamina Lapia Bodjouorogo 1847
Dazu wird auf die oben gemachten Angaben zur Eheschließung und Tod der im Jahre 1848. verstorbenen 1. Ehefrau verwiesen.
Die Tochter Josephina Louisa Knagge heiratete am 14. Juli 1872 in Wildeshausen den am 31. Juli 1840 in Einen / Goldenstedt geborenen Arzt Bernard Heinrich Wahls. Sie selbst starb schon nach kurzer Ehe am 12. April 1881 in Wildeshausen. Bernhard Heinrich Wahls in Wildeshausen hat durch Testament vom 22. Mai 1889 unter dem Namen „Wahlsstiftung“ eine Familienstiftung errichtet. Zweck der Stiftung war die Zuwendung ihrer Einkünfte an würdige und befähigte Studierende. Er starb demnach vor 1917. Die Stiftung besteht offensichtlich nicht mehr.

### Ehe mit Antonia Adolphine Landgraebe 1857
In zweiter Ehe verheiratete Knagge sich am 3. Februar 1857 in Wildeshausen mit Antonia Adolphine Landgraebe aus Münster (4. Oktober 1827 Münster – 27. September 1886 Wildeshausen).
Aus dieser Ehe hatte Knagge weitere drei Kinder:
- Bertha Anna Clara Knagge (18. Juni 1859 Wildeshausen[26]–7. Februar 1940 Wildeshausen[27]). Sie war verheiratet mit dem Textilkaufmann Heinrich Weltmann.
- Adolphus Heinrich Knagge (15. Februar 1861 Wiesbaden[28] – 24. Mai 1911 Australien)
- August Frederick Maria Knagge[4] (15. März 1864 Wiesbaden – 16. Februar 1955 Wildeshausen).

## Einzelnachweisungen
1. ↑   Kurt Asche, Das Landhaus Knagge in Wildeshausen, in: Oldenburgische Familienkunde, Feb. 1976 Heft 1, S. 263 ff,digital
2. ↑  Kurt Asche: Das Deutsche Bürgerhaus, Ausgabe 31. 1981 (Snippet Ansicht)., S. 222 ff. Der vollständige Aufsatz ist in der Uni Bibliothek Oldenburg vorhanden.
3. ↑  August Knagge, (1864-1955), Lebensweg des Johannes Lambertus Joseph Knagge aus Wildeshausen, S. 294 ff Oldenburgische Familienkunde, Feb. 1976 Heft 1, S. 284 ff
4. 1 2 3 4 5 6  August Knagge, (1864-1955), Lebensweg des Johannes Lambertus Joseph Knagge aus Wildeshausen, S. 294 ff Oldenburgische Familienkunde, Feb. 1976 Heft 1, S. 284 ff,digital
5. ↑  Helmut Meyer: Die Katasterämter und Katasteramtsleiter in Niedersachsen seit 1876, Stand 1. Juli 2014
6. ↑  Fritz Strahlmann: Wittekinds Heimat. 1952, S. 205 (Snippet Ansicht).; Bei Strahlmann (196 ff) befindet sich eine lesenswerte Beschreibung der Vorfahren der Familie Knagge, aus der oben zitiert wird.
7. ↑  Udo Krauthausen: Ahnenliste der Familie Cremer aus Dortmund (PDF; 22 MB), auf lwl.org
8. ↑  Es handelte sich wohl um ein Mitglied der in der Schweiz sehr bekannten Familie Zellweger
9. ↑   Johannes Lambertus Joseph Knagge (1807-1893), Notizen meiner Reise nach Batavia, mit dem Schiffe Het goede Vertrouwen, Capt. W. B. Bakker Gerh. Zoo in: Oldenburgische Familienkunde, Februar 1976, Heft 1, S. 274 ff
10. ↑  Knagge, Johann Lambertus Joseph, auf auswanderer-oldenburg.de
11. ↑  Liste der Naturalisierungen Naturalisaties vanaf 1850 (Memento des Originals vom 7. Mai 2021 im Internet Archive)  Info: Der Archivlink wurde automatisch eingesetzt und noch nicht geprüft. Bitte prüfe Original- und Archivlink gemäß Anleitung und entferne dann diesen Hinweis., auf shgv.nl
12. ↑  Gerold Ambrosius, Josef Wysocki, Josef Wysocki: Kommunalisierung im Spannungsfeld von Regulierung und Deregulierung im 19. und 20. Jahrhundert. Duncker & Humblot, 2017, S. 68 (Online).
13. ↑  N. H. Schilling: Statistische Mittheilungen über die Gas-Anstalten Deutschlands, Oesterreichs und der Schweiz sowie einige Gas-Anstalten anderer Länder. 1877, S. 86 (Online).
14. ↑   Der Berggeist: Zeitung für Berg-, Hüttenwesen u. Industrie. 1857, S. 293,
15. ↑  Verordnungsblatt des Herzogtums Nassau. Band 55, 1863, S. 306 ( Online).
16. ↑  F. Kauth: Beschreibung der Erzgänge in den Aemtern Dillenburg und Herborn. In: Das Berg- und Hüttenwesen im Herzogtum Nassau. Band 1, 1867, S. 138 (Online).
17. ↑  Mittheilungen an die Mitglieder des Vereins für Nassauische Altertumskunde und Geschichtsforschung. Band 1, 1861, S. 11 (eingeschränkte Vorschau in der Google-Buchsuche).
18. ↑  Sammlung der deutschen Handels-Register: Hrsg. mit dem Central-Organ ... Band 2, S. 106 (eingeschränkte Vorschau in der Google-Buchsuche).
19. ↑  Amtsblatt für den Regierungsbezirk Arnsberg: mit öffentlichem Anzeiger. 1866,
20. ↑  Der Bildhauer und Architekt Jean Baptist Prang, auf hausdassel.de, abgerufen am 18. Januar 2022
21. ↑  Westphälische Marmor-Werke AG zu Allagen bei Soest - Actie 100 Thaler 21.3.1872. Gründeraktie (Auflage 7250, R 8), abgerufen am 18. Januar 2022
22. ↑  Die vorstehenden Angaben beruhen auf den Schilderungen des Sohnes Gustav Knagge und der Website des Hauses Dassel
23. ↑  Heiratseintrag im Kirchenbuch der kath. Kirchengemeinde in Wildeshausen digital, auf data.matricula-online.eu
24. ↑  Sterbeeintrag im Kirchenbuch der kath. Kirchengemeinde in Wildeshausen digital, auf data.matricula-online.eu
25. ↑  Gesetzsammlung für das Herzogthum Oldenburg. Bekanntmachung des Staatsministeriums, betreffend die „Wahlsstiftung“. Oldenburg, den 24. Juli 1917. Band 39, S. 697 (eingeschränkte Vorschau in der Google-Buchsuche).
26. ↑  Geburtseintrag im Kirchenbuch der kath. Kirchengemeinde in Wildeshausen (Zeugen Witwe Anna Landgraeber aus Münster und Ehefrau Clara Büdeler aus Wildeshausen)
27. ↑  Sterbeeintrag im Kirchenbuch der kath. Kirchengemeinde in Wildeshausen (Wegen Schutzfrist noch nicht veröffentlicht. Hinweis beim Geburtseintrag)
28. ↑  Stadtarchiv in Amsterdam, Bevölkerungsregister 1853-1863, Eintrag vom 15. März 1861 in Amsterdam (Seite nicht mehr abrufbar, festgestellt im November 2022. Suche in Webarchiven)  Info: Der Link wurde automatisch als defekt markiert. Bitte prüfe den Link gemäß Anleitung und entferne dann diesen Hinweis., „geboren am 15. März 1861 in Wiesbaden, wohnt in Amsterdam, Viertel Z, Keizersgracht 650“ In dem Eintrag ist auch angegeben, dass zu dieser Zeit auch die Eltern und die Schwester Clara Anna Berta dort wohnten

| Personendaten    | Personendaten                                                            |
| ---------------- | ------------------------------------------------------------------------ |
| NAME             | Knagge, Johannes                                                         |
| ALTERNATIVNAMEN  | Knagge, Johannes Joseph Lambert                                          |
| KURZBESCHREIBUNG | deutscher Kaufmann in Deutschland und Java und Erbauer eines Baudenkmals |
| GEBURTSDATUM     | 15. Juli 1807                                                            |
| GEBURTSORT       | Wildeshausen                                                             |
| STERBEDATUM      | 30. März 1893                                                            |
| STERBEORT        | Wildeshausen                                                             |